# 36-й отдельный моторизованный понтонно-мостовой батальон
Не следует путать с 36-м понтонно-мостовым батальоном 36-й танковой дивизии
36-й отдельный моторизованный понтонно-мостовой батальон — воинская часть Вооружённых Сил СССР во время Великой Отечественной войны.

## История
Сформирован в районе  Малой Вишеры путём переформирования  1238-го отдельного сапёрного батальона 3-й сапёрной бригады.
В составе действующей армии с 5 апреля 1942 по 24 апреля 1942 и с 9 июня 1942 по 15 апреля 1945 года.
С момента формирования в течение двух недель действует в интересах Волховского фронта, обеспечивая переправы через Волхов, подъездные пути и иные коммуникации фронта. С конца апреля 1942 года и по начало июня 1942 года находится на переформировании. С июня 1942 года продолжает боевые действия в интересах Волховского фронта, привлекался для обеспечения Синявинской операции. На октябрь 1942 года находится на работах в районе станции Волховстрой. Затем обеспечивал операцию по прорыву блокады Ленинграда, в конце 1943 года - на строительстве переправ через Волхов в полосе наступления 59-й армии, в 1944 году обеспечивает её наступление. Так, в декабре 1943 года обеспечивает увеличение грузоподъёмности наплавного моста с 30 тонн до 50, действуя в тяжелейших условиях . С февраля 1944 года действует в интересах 2-й ударной армии, продвигавшейся к Нарве Летом 1944 года привлекался для обеспечения Выборгской операции.
С начала 1945 года передан на 2-й Белорусский фронт, обеспечивает деятельность войск 70-й армии в ходе Восточно-Прусской и Восточно-Померанской операций.
15 апреля 1945 года обращён на формирование 13-го отдельного моторизованного понтонно-мостового полка
На 1942 год батальоном командовал капитан Старовойт.

## Подчинение
| Подчинение по месяцам | Подчинение по месяцам                                      | Подчинение по месяцам | Подчинение по месяцам | Подчинение по месяцам |
| Дата                  | Фронт (округ)                                              | Армия                 | Корпус (группа)       | Примечания            |
| --------------------- | ---------------------------------------------------------- | --------------------- | --------------------- | --------------------- |
| 1 мая 1942 года       | Ленинградский фронт (Группа войск Волховского направления) | -                     | -                     | -                     |
| 1 июня 1942 года      | Ленинградский фронт (Волховская группа войск)              | -                     | -                     | -                     |
| 1 июля 1942 года      | Волховский фронт                                           | -                     | -                     | -                     |
| 1 августа 1942 года   | Волховский фронт                                           | -                     | -                     | -                     |
| 1 сентября 1942 года  | Волховский фронт                                           | 8-я армия             | -                     | -                     |
| 1 октября 1942 года   | Волховский фронт                                           | 8-я армия             | -                     | -                     |
| 1 ноября 1942 года    | Волховский фронт                                           | 8-я армия             | -                     | -                     |
| 1 декабря 1942 года   | Волховский фронт                                           | 59-я армия            | -                     | -                     |
| 1 января 1943 года    | Волховский фронт                                           | -                     | -                     | -                     |
| 1 февраля 1943 года   | Волховский фронт                                           | -                     | -                     | -                     |
| 1 марта 1943 года     | Волховский фронт                                           | -                     | -                     | -                     |
| 1 апреля 1943 года    | Волховский фронт                                           | -                     | -                     | -                     |
| 1 мая 1943 года       | Волховский фронт                                           | -                     | -                     | -                     |
| 1 июня 1943 года      | Волховский фронт                                           | -                     | -                     | -                     |
| 1 июля 1943 года      | Волховский фронт                                           | -                     | -                     | -                     |
| 1 августа 1943 года   | Волховский фронт                                           | -                     | -                     | -                     |
| 1 сентября 1943 года  | Волховский фронт                                           | -                     | -                     | -                     |
| 1 октября 1943 года   | Волховский фронт                                           | 59-я армия            | -                     | -                     |
| 1 ноября 1943 года    | Волховский фронт                                           | 59-я армия            | -                     | -                     |
| 1 декабря 1943 года   | Волховский фронт                                           | 59-я армия            | -                     | -                     |
| 1 января 1944 года    | Волховский фронт                                           | 59-я армия            | -                     | -                     |
| 1 февраля 1944 года   | Волховский фронт                                           | 59-я армия            | -                     | -                     |
| 1 марта 1944 года     | Ленинградский фронт                                        | 59-я армия            | -                     | -                     |
| 1 апреля 1944 года    | Ленинградский фронт                                        | 59-я армия            | -                     | -                     |
| 1 мая 1944 года       | Ленинградский фронт                                        | 8-я армия             | -                     | -                     |
| 1 июня 1944 года      | Ленинградский фронт                                        | 23-я армия            | -                     | -                     |
| 1 июля 1944 года      | Ленинградский фронт                                        | -                     | -                     | -                     |
| 1 августа 1944 года   | Ленинградский фронт                                        | -                     | -                     | -                     |
| 1 сентября 1944 года  | Ленинградский фронт                                        | -                     | -                     | -                     |
| 1 октября 1944 года   | Ленинградский фронт                                        | -                     | -                     | -                     |
| 1 ноября 1944 года    | Ленинградский фронт                                        | -                     | -                     | -                     |
| 1 декабря 1944 года   | Ленинградский фронт                                        | -                     | -                     | -                     |
| 1 января 1945 года    | 2-й Белорусский фронт                                      | 70-я армия            | -                     | -                     |
| 1 февраля 1945 года   | 2-й Белорусский фронт                                      | -                     | -                     | -                     |
| 1 марта 1945 года     | 2-й Белорусский фронт                                      | -                     | -                     | -                     |
| 1 апреля 1945 года    | 2-й Белорусский фронт                                      | 70-я армия            | -                     | -                     |